# 로드니 데인저필드
로드니 데인저필드(Rodney Dangerfield, 본명: Jacob Rodney Cohen, 1921년 11월 22일 – 2004년 10월 5일)는 미국 스탠드업 코미디언 겸 배우다. "나는 항상 푸대접이야!"라는 설정으로 유명하다. 출연한 1980년대 영화 중에서는 크레아 머니, 캐디쉑, 백 투 스쿨이 유명하다.